# Klessiw
Klessiw (ukrainisch Клесів; russisch Клесов/Klessow, polnisch Klesów) ist eine Siedlung städtischen Typs in der westukrainischen Oblast Riwne mit etwa 4500 Einwohnern. Sie liegt an der Eisenbahnstrecke Sarny-Korosten, etwa 20 Kilometer östlich der Rajonshauptstadt Sarny und 89 Kilometer nordöstlich der Oblasthauptstadt Riwne.

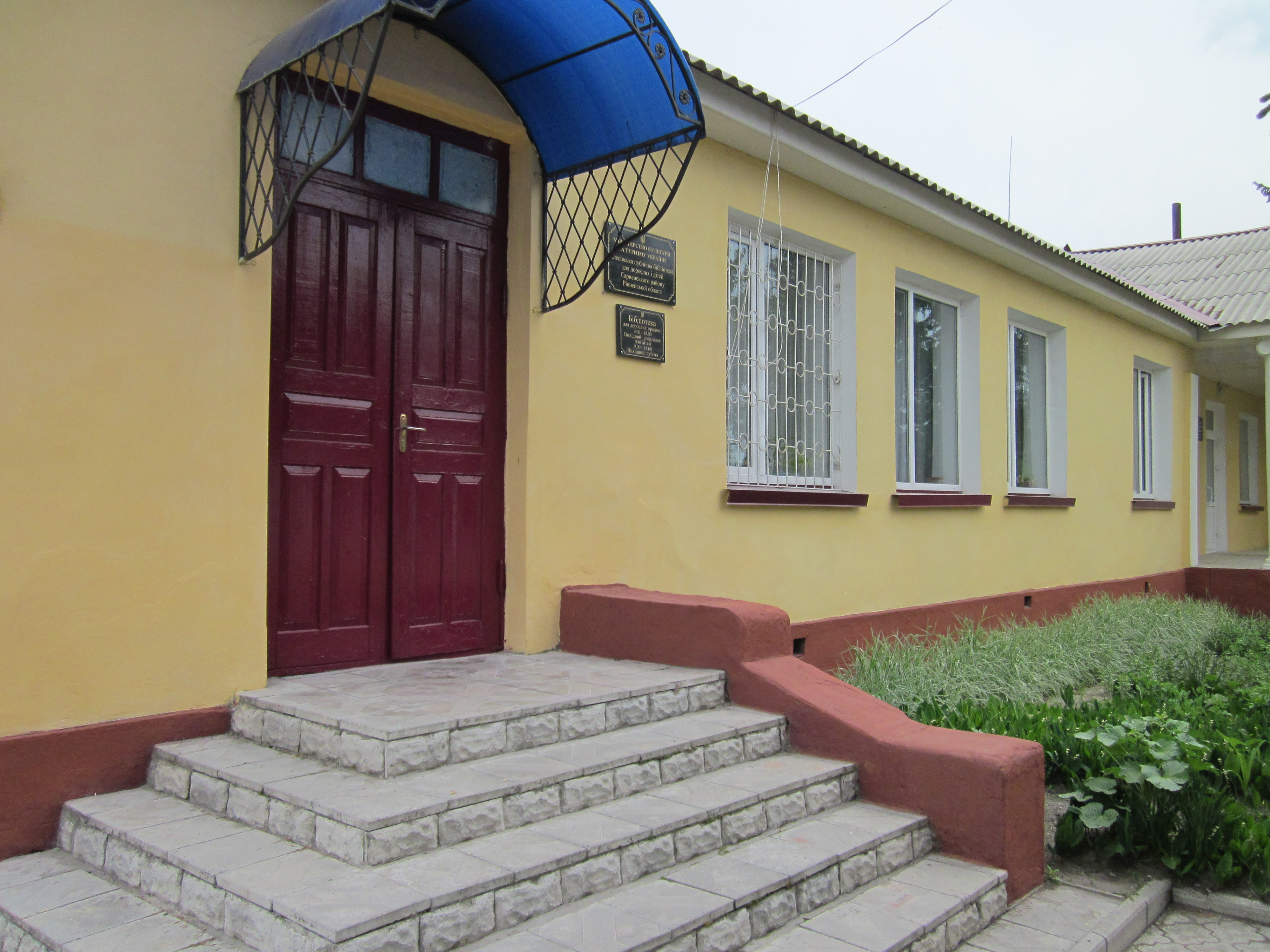
Bücherei im Ort

## Geschichte
Der Ort entstand erst um 1900 als eine Bahnhofssiedlung im Gouvernement Wolhynien als Teil des Russischen Reiches, der Name wurde vom nördlich gelegenen Dorf Klesowo, welches heute ein Teil der Gemeinde ist, abgeleitet. In der Umgebung des Ortes wurden mehrere Granitvorkommen erschlossen, diese wurden durch Güterbahnen an die Hauptbahn beim Bahnhof in Klessiw angeschlossen, wodurch der Ort sich schnell vergrößerte und schließlich 1902 offiziellen Dorfstatus bekam. Nach dem Ende des Ersten Weltkrieges wurde der Ort ein Teil der Zweiten Polnischen Republik (bis 1930 Woiwodschaft Polesien, danach Woiwodschaft Wolhynien, Powiat Sarny, Gmina Klesów), nach dem Ausbruch des Zweiten Weltkrieges wurde das Gebiet durch die Sowjetunion und ab 1941 durch Deutschland besetzt, 1945 kam es endgültig zur Sowjetunion und wurde in die Ukrainische SSR eingegliedert. Seit der Unabhängigkeit der Ukraine 1991 ist Klessiw ein Teil derselben. Bereits seit 1940 hat der Ort den Status einer Siedlung städtischen Typs.

## Verwaltungsgliederung
Am 7. September 2015 wurde die Siedlung zum Zentrum der neugegründeten Siedlungsgemeinde Klessiw (Клесівська селищна громада/Klessiwska selyschtschna hromada). Zu dieser zählen auch noch die 5 in der untenstehenden Tabelle aufgelisteten Dörfer sowie die Ansiedlung Straschewe (Страшеве), bis dahin bildete die Siedlung zusammen mit den Dörfern Klessiw und Puhatsch die gleichnamige Siedlungsratsgemeinde Klessiw (Клесівська селищна рада/Klessiwska selyschtschna rada) im Osten des Rajons Sarny.
Folgende Orte sind neben dem Hauptort Klessiw Teil der Gemeinde:
| Name                     | Name               | Name                                      | Name                                   | Name |
| ukrainisch transkribiert | ukrainisch         | russisch                                  | polnisch                               |      |
| ------------------------ | ------------------ | ----------------------------------------- | -------------------------------------- | ---- |
| Karassyn                 | Карасин            | Карасин (Karassin)                        | Karasin                                |      |
| Karpyliwka               | Карпилівка         | Карпиловка (Karpilowka)                   | Karpiłówka                             |      |
| Klessiw                  | Клесів             | Клесов (Klessow)                          | Klesów                                 |      |
| Puhatsch                 | Пугач              | Пугач (Pugatsch)                          | Puhacz                                 |      |
| Rudnja-Karpyliwska       | Рудня-Карпилівська | Рудня-Карпиловская (Rudnja-Karpilowskaja) | Karpiłowska Rudnia, Rudnia Karpiłowska |      |
| Straschewe               | Страшеве           | Страшево (Straschewo)                     | Straszów                               |      |

## Granitsteinbrüche, Tongruben und Bernsteinsuche
Im Bereich der Siedlung liegt unter einer dünnen Schicht sandigen und lehmigen Bodens eine Schicht von grauem und rosagrauem Granit, der in mehreren Steinbrüchen abgebaut wurde, die heute noch als Seen sichtbar sind. Der in den darüberliegenden Tongruben abgebaute Ton wurde in mehreren Ziegeleien verarbeitet.
In den Jahren der Weltwirtschaftskrise 1927–1933 bildeten sich in den Bergwerken Arbeiterbewegungen und es kam zu Streiks. Am 7. Februar 1931 wurde in der Zeitschrift Przegląd Wołyński berichtet, dass in den Steinbrüchen in Klesów 844 Arbeitslose registriert seien, von denen 533 finanzielle Unterstützung erhielten und der Rest, der keinen Anspruch auf Hilfe habe, in extremer Armut lebe. Anfang Dezember 1931 stellten die Steinbrüche Klesowski Granit (400 Mitarbeiter) und Puhacz (370 Mitarbeiter) mangels Aufträgen ihre Tätigkeit ein. Im August 1935 streikten die Arbeiter im Steinbruch Peszewski, im Oktober in der Firma „Puhacz“, im Juli 1936 in „Zawiercie“. Die Streikenden fordern eine Erhöhung der Löhne, regelmäßige Zahlungen und den Schuldenabbau.
Die wichtigsten Steinbrüche hatten folgende Namen:
- „Feinstein“
- „Skalisty“ (Zrzeszenie)
- „Klesowski Granit“
- „Puhacz“ (in Puhacz, Пугач)
- „Towarzystwo Budowlane Zawierecie“ (in Zawiereciu)
- „Peszewskiego“
- „Nadratowskiego“
- „Skok/Stribo“
- „Kamienny“ (in Wyrach).

In Klesów gibt es außerdem noch einige neue Steinbrüche aus der Sowjetzeit, aber die Haupteinnahmequelle des Dorfes ist der Bernsteinabbau, mit dessen Ausbeutung im industriellen Maßstab 1979 begonnen wurde. Die Bevölkerung dringt in dieses arme Gebiet ein und sucht für Bernstein allein, da er sehr flach liegt, nicht in Gesteinsschichten, sondern in lockerem Sand, und mit einfachsten Methoden (Schürfen oder hydraulisches Waschen in der Nähe von Wasserreservoirs) gewonnen werden kann.